# Kauno diena
Kauno diena – litewski dziennik regionalny wydawany w Kownie.
Został założony w 1945 roku.
Nakład pisma wynosi 18 tys. egzemplarzy (2017). 